# Mark French (Radsportler)
Mark French (* 13. Oktober 1984 in Melbourne) ist ein ehemaliger australischer Bahnradsportler.

## Radsport-Karriere
2001 wurde Mark French Doppel-Weltmeister der Junioren im Sprint und im Teamsprint, mit Jason Niblett und Kial Stewart, ein Erfolg, den er im Jahr darauf mit den WM-Titeln im Sprint und im Keirin wiederholen konnte. 2003 wurde er australischer Meister im Keirin der Elite und bei der Bahn-WM in Stuttgart Vierter im Teamsprint, mit Ryan Bayley und Jobie Dajka. Bei den Ozeanien-Spielen 2006 errang French zwei Goldmedaillen, im Keirin sowie im Sprint.
2007 wurde Mark French australischer Meister im Teamsprint, mit Joel Leonard und Shane Perkins sowie Vizemeister im Sprint; bei den Bahn-Weltmeisterschaften im selben Jahr in Palma wurde er Zehnter im Sprint. 2008 errang er drei nationale Titel, im Sprint, im Keirin und im Teamsprint, mit Shane Kelly und Shane Perkins und wurde bei den Bahn-Weltmeisterschaften Fünfter im Teamsprint, mit Daniel Ellis und Ben Kersten. Im selben Jahr startete er bei den Olympischen Spielen in Peking, wurde Vierter im Teamsprint (mit Daniel Ellis, Ryan Bayley und Shane Kelly) und 13. im Sprint. Anschließend trat er vom aktiven Radsport zurück.

## Doping-Affäre
2004 war Mark French in eine Doping-Affäre verwickelt, als Ampullen mit Wachstumshormonen in seinem Zimmer am Australian Institute of Sport gefunden wurden. Bei einer Anhörung beschuldigte er seine Sportskollegen Shane Kelly, Sean Eadie, Jobie Dajka und Graeme Brown des Dopings, beteuerte aber seine eigene Unschuld. Sie hätten sich selbst in seinem Zimmer die Spritzen gesetzt. French erhielt eine zweijährige Sperre, die ihn daran hinderte, bei den Olympischen Spielen in Athen zu starten. Außer ihm wurde nur noch Dajka wegen falscher Aussage bestraft, indem er aus dem Olympiakader gestrichen wurde. 2005 wurde French vom Internationalen Sportsgerichtshof (CAS) freigesprochen und seine Sperre aufgehoben.
Im Dezember 2008 bekam Mark French von einem Gericht 350.000 australische Dollar Entschädigung zugesprochen. Die Summe musste von der Radiostation „Triple M“ an ihn gezahlt werden, weil Moderatoren des Senders ihn wegen seiner Aussage in der Dopingaffäre und der Beschuldigung anderer Rennfahrer als dirty, stinking, dobbing cyclist (engl. = schmutziger, stinkender, petzender Radfahrer) und als „un-australisch“ bezeichnet hatten. Im März 2010 musste die australische Zeitung The Herald and Weekly Times aus ähnlichen Gründen 175.000 australische Dollar an French zahlen.

## Ehrungen
2003 wurde Mark French zum Victorian Cyclist of the Year gewählt, nachdem er 2001 und 2002 Junior-Radsportler des Jahres von Australien geworden war.